# Rolf Björkholm
Rolf Arne Björkholm, född 8 april 1946 i Oravais, Finland, är en svensk-finsk skådespelare.

## Filmografi
- 1968 – Exercis
- 1975 – Pojken med guldbyxorna (TV-serie)
- 1976 – Hallo Baby
- 1978 – Hedebyborna (TV-serie) (till och med 1982)
- 1979 – Katitzi (TV-serie)
- 1981 – Snacka går ju...
- 1982 – Zoombie
- 1983 – Med Lill-Klas i kappsäcken

## Teater

### Roller (ej komplett)
| År   | Roll              | Produktion                               | Regi            | Teater                    |
| ---- | ----------------- | ---------------------------------------- | --------------- | ------------------------- |
| 1966 | Extra medverkande | I afton improviserar vi Luigi Pirandello | Mimi Pollak     | Dramaten                  |
| 1968 |                   | Några festliga sätt att dö, eller...     | Frej Lindqvist  | Pistolteatern             |
| 1975 |                   | Prästkappan Sven Delblanc                | Ulf Fredriksson | Uppsala-Gävle Stadsteater |
| 1976 |                   | Kärlekens komedi Lars Engström           | Lars Wikfeldt   | Uppsala-Gävle Stadsteater |

### Fotnoter
1. ↑  ”Rolf Björkholm”. Svensk Filmdatabas. http://sfi.se/sv/svensk-filmdatabas/Item/?type=PERSON&itemid=70886&ref=%2ftemplates%2fSwedishFilmSearchResult.aspx%3fid%3d1225%26epslanguage%3dsv%26searchword%3dRolf+Bj%C3%B6rkholm%26type%3dPerson%26match%3dBegin%26page%3d1%26prom%3dFalse. Läst 15 oktober 2012.
2. ↑  Bengt Jahnsson (8 november 1975). ”Delblancs 'Prästkappan': Åtråvärt enkelt budskap”. Dagens Nyheter:  s. 18. https://arkivet.dn.se/tidning/1975-11-08/303/18. Läst 18 juli 2018.
3. ↑  Bengt Jahnsson (7 februari 1976). ”En teater på väg bakåt”. Dagens Nyheter:  s. 11. https://arkivet.dn.se/tidning/1976-02-07/36/11. Läst 18 juli 2018.